# Wzgórza Ostrzeszowskie
Wzgórza Ostrzeszowskie (318.46) – mezoregion fizycznogeograficzny o powierzchni 288 km², obejmujący pasmo wzniesień rozciągnięte wzdłuż osi Mikstat-Ostrzeszów-Twardogóra. Najwyższe wzniesienia tego pasma, a zarazem województwa wielkopolskiego, to: Kobyla Góra (284 m n.p.m.), Bałczyna (278 m n.p.m.) i Ostra Góra (246 m n.p.m.).
Na wzgórzu Kobyla Góra od 7 maja 1999 stoi tzw. Krzyż Jubileuszowy.